# Аветисян, Аида Аветисовна
Аида Аветисовна Аветисян (арм. Աիդա Ավետիսյան; 1938—2009) — советский и армянский химик, специалист в области органической химии, доктор химических наук, профессор, действительный член НАН Армении (1996). Декан химического факультета Ереванского государственного университета (1985—2007).

## Биография
Родилась 10 декабря 1938 в Ереване, Армянской ССР.
С 1955 по 1960 год обучалась на химическом факультете Ереванского государственного университета, который окончила с отличием. С 1961 по 1964 год обучалась в аспирантуре  Института органической химии имени Н. Д. Зелинского АН СССР.
С 1964 года на педагогической работе в Ереванском государственном университете в должностях: ассистент, старший преподаватель, доцент и профессор кафедры органической химии, с 1979 по 2000 год — заведующая кафедрой органической химии, одновременно с 1985 года —
декан химического факультета этого университета и председатель учёного совета этого факультета. А. А. Аветисян являлась участницей многочисленных международных научных конференций посвящённых вопросам химии, в том числе в таких городах как: Брюссель (1967), Мадрид (1974), Братислава (1982, 1986 и 1994), Москва (1986)и Париж (1993).

### Научно-педагогическая деятельность и вклад в науку
Основная научно-педагогическая деятельность А. А. Аветисян была связана с вопросами в области химии, занималась исследованиями в области разработки методов синтеза S-, O- и N-содержащих новых биологически активных и гетеро-циклических соединений и взаимосвязи свойство-структура этих соединений.
А. А. Аветисян являлась — членом Специального совета по присуждению учёных степеней при Институте органической химии АН Армении, председателем  Специализированного совета по присуждению учёных степеней и членом Учёного совета Ереванского государственного университета, являлась действительным членом-академиком — Международной академии по безопасности окружающей среды и жизнедеятельности (1996), Международной инженерной академии (1999) и РАЕН (2000).
В 1964 году защитила кандидатскую диссертацию по теме: «Непредельные производные циклических тионамидов», в 1975 году защитила докторскую диссертацию на соискание учёной степени доктор химических наук по теме: «Исследование в области γ- и δ-лактонов». В 1976 году ей присвоено учёное звание профессор. В 1996 году была избрана действительным членом НАН Армении по Отделению естественных наук.  А. А. Аветисян было написано более четырёхсот научных работ, в том числе монографии, и получено около ста свидетельств на изобретения.

## Основные труды
- Непредельные производные циклических тионамидов. - Москва, 1964. - 168 с.
- Исследование в области γ- и δ-лактонов. - Ереван, 1974. - 355 с.
- Продовольственная программа и химия / А. А. Аветисян. - Ереван : о-во "Знание" АрмССР, 1984. - 26 с
- Органическая химия : (Пособие для подгот. отд-ний вузов) / А. А. Аветисян, Л. А. Хачатрян; Ерев. гос. ун-т. - Ереван : Изд-во Ерев. ун-та, 1988. - 152 с.
- Углеводы : (Учеб.-вспом. пособие) / Э. Г. Месропян, А. А. Аветисян. - Ереван : Изд-во Ерев. ун-та, 1989-. - 20 см.
  - Ч. 1. - Ереван : Изд-во Ерев. ун-та, 1989
  - Ч. 2. - Ереван : Изд-во Ерев. ун-та, 1990[3]

## Награды
- Медаль Анании Ширакаци